# 旧制中等教育学校の一覧 (新潟県)
新潟県における旧制中等教育学校の一覧（きゅうせいちゅうとうきょういくがっこうのいちらん）は、学制改革前（第二次世界大戦前）の新潟県内での旧学制の中等教育学校の一覧である。

## 旧制中学校

### 公立
- 新潟県尋常中学校（1892年）⇒ 新潟県新潟中学校 ⇒ 新潟県立新潟中学校 ⇒《新制》新潟県立新潟高等学校
- 高田藩学修道館 ⇒ 公立普通高田学校 ⇒ 私立高田尋常中学校（1888年）⇒ 町村立高田中学校 ⇒ 中頸城郡立中頸城中学校 ⇒ 高田中学校 ⇒ 新潟県立高田中学校 ⇒《新制》新潟県立高田高等学校
- 長岡洋学校 ⇒ 新潟学校第一分校 ⇒ 私立長岡学校 ⇒ 町村組合長岡学校 ⇒ 古志郡町村立長岡尋常中学校（1892年）⇒ 古志郡立長岡中学校 ⇒ 新潟県立長岡中学校 ⇒《新制》新潟県立長岡高等学校
- 67箇町村組合立北蒲原尋常中学校（1896年）⇒ 新潟県立新発田中学校 ⇒《新制》新潟県立新発田高等学校
- 佐渡郡全町村組合佐渡中学校（1896年）⇒ 新潟県立佐渡中学校 ⇒《新制》新潟県立佐渡高等学校
- 新潟県立高田中学校柏崎分校（1900年）⇒ 新潟県立柏崎中学校 ⇒《新制》新潟県立柏崎高等学校
- 県立新発田中学校村上分校（1900年）⇒ 新潟県立村上中学校 ⇒《新制》新潟県立村上高等学校
- 新潟県立新潟中学校三条分校（1901年）⇒ 新潟県立三条中学校 ⇒《新制》新潟県立三条高等学校
- 新潟県立長岡中学校小千谷分校（1902年）⇒ 新潟県立小千谷中学校 ⇒《新制》新潟県立小千谷高等学校
- 新潟県立高田中学校糸魚川分校（1906年）⇒ 新潟県立糸魚川中学校 ⇒ 西頸城郡立糸魚川中学校 ⇒ 新潟県立糸魚川中学校 ⇒《新制・統合》新潟県立糸魚川高等学校
- 新潟県立新潟中学校巻分校（1907年）⇒ 新潟県立巻中学校 ⇒《新制・統合》新潟県立巻高等学校
- 新潟県立村松中学校（1911年）⇒《新制》新潟県立村松高等学校
- 相川町立相川中学校（1923年）⇒《新制・統合》新潟県立相川高等学校 ⇒（2014年：統合）新潟県立佐渡高等学校 相川分校
- 新潟県立六日町中学校（1924年）⇒《新制・統合》新潟県立六日町高等学校
- 新潟県立十日町中学校（1926年）⇒《新制・統合》新潟県立十日町高等学校
- 新潟市立中学校（1939年）⇒《新制》新潟市立高等学校 ⇒（1953年：県立移管）新潟県立新潟南高等学校

## 高等女学校

### 公立
- 新潟県高等女学校（1900年）⇒ 新潟県立新潟高等女学校 ⇒《新制》新潟県立新潟中央高等学校
- 中頸城郡立高田高等女学校（1900年）⇒ 新潟県立高田高等女学校 ⇒《新制》新潟県立高田女子高等学校 ⇒ 新潟県立高田北城高等学校（1950年）
- 古志郡立長岡髙等女学校（1903年）⇒ 長岡市立長岡髙等女学校 ⇒ 新潟県立長岡髙等女学校 ⇒《新制》新潟県立長岡女子髙等学校 ⇒ 新潟県立長岡大手高等学校（1967年）
- 刈羽郡立高等女学校（1903年）⇒ 新潟県立柏崎高等女学校 ⇒《新制》新潟県立柏崎女子高等学校 ⇒ 新潟県立柏崎常盤高等学校（1950年）
- 新潟県立新発田高等女学校（1903年）⇒《新制》新潟県立新発田女子高等学校 ⇒ 新潟県立西新発田高等学校（1950年）
- 西頸城郡立女子職業学校（1907年）⇒ 西頸城郡立糸魚川実科高等女学校 ⇒ 西頸城郡立糸魚川高等女学校（1919年）⇒ 新潟県立糸魚川高等女学校 ⇒《新制》新潟県立糸魚川女子高等学校 ⇒（1950年：統合）新潟県立糸魚川高等学校
- 三条町立女子工芸学校（1910年）⇒ 三条町立三条実科高等女学校 ⇒ 三条町立三条高等女学校（1921年）⇒ 新潟県立三条高等女学校 ⇒《新制》新潟県立三条女子高等学校 ⇒ 新潟県立三条東高等学校（1950年）
- 西蒲原郡立巻実科高等女学校（1913年）⇒ 新潟県立巻高等女学校（1921年）⇒《新制》新潟県立巻女子高等学校 ⇒（1950年：統合）新潟県立巻高等学校
- 新潟県立新津高等女学校（1921年）⇒《新制》新潟県立新津高等学校
- 小千谷町立小千谷高等女学校（1921年）⇒ 新潟県立小千谷高等女学校 ⇒《新制》新潟県立小千谷女子高等学校 ⇒（1950年：統合）新潟県立小千谷高等学校
- 岩船郡立村上実科高等女学校（1913年）⇒ 新潟県立村上高等女学校（1922年）⇒《新制》新潟県立村上女子高等学校 ⇒ 新潟県立村上桜ヶ丘高等学校（1949年）
- 村松町立女子工芸学校（1915年）⇒ 村松町立実科高等女学校 ⇒ 村松町立村松高等女学校（1922年）⇒《新制》村松町立村松女子高等学校 ⇒（1949年：統合）新潟県立村松高等学校
- 金沢村立佐渡実科高等女学校（1911年）⇒ 組合立佐渡実科高等女学校 ⇒ 組合立佐渡高等女学校（1922年）⇒《新制》組合立佐渡中央高等学校 ⇒ 金沢村立佐渡中央高等学校 ⇒ 新潟県立金沢高等学校 ⇒ 新潟県立佐渡女子高等学校 ⇒（2004年：統合）新潟県立佐渡高等学校
- 佐渡郡相川町立実科高等女学校（一次：1911年）⇒ 佐渡郡立相川実科高等女学校 ⇒ 新潟県立相川高等女学校（1922年）⇒（移転）新潟県立河原田高等女学校 ⇒《新制》新潟県立河原田女子高等学校 ⇒（1950年：統合）新潟県立佐渡高等学校
- 相川町立実科高等女学校（二次：1929年）⇒ 相川町立相川高等女学校（1943年）⇒《新制・統合》相川町立相川高等学校 ⇒（2014年：統合）新潟県立佐渡高等学校
- 新潟市実科高等女学校（1921年）⇒ 新潟市立高等女学校（1925年）⇒《新制》新潟市立沼垂高等学校 ⇒（2003年：共学化）新潟市立万代高等学校
- 見附町立見附実科高等女学校（1922年）⇒ 見附町立見附高等女学校（1926年）⇒ 見附町立見附高等実践女学校 ⇒（1947年廃校）
- 加茂町立加茂実科高等女学校（1923年）⇒ 加茂町立加茂高等女学校（1928年）⇒ 新潟県立加茂高等女学校 ⇒《新制》新潟県立加茂女子高等学校 ⇒ 新潟県立加茂高等学校（1949年）
- 直江津町立実科高等女学校（1924年）⇒ 直江津町立直江津高等女学校（1933年）⇒ 新潟県立直江津高等女学校 ⇒《新制》新潟県立直江津女子高等学校 ⇒ 新潟県立直江津高等学校 ⇒ 新潟県立直江津中等教育学校（2006年）
- 新井町立新井実科女学校（1924年）⇒ 新井町立新井高等女学校（1941年）⇒《新制・統合》新潟県立新井高等学校
- 十日町町立実科高等女学校（1923年）⇒ 十日町町立十日町高等女学校（1943年）⇒ 新潟県立十日町高等女学校 ⇒《新制》新潟県立十日町女子高等学校 ⇒（1950年：統合）新潟県立十日町高等学校
- 与板町立与板高等女学校（1943年）⇒《新制》新潟県立与板高等学校 ⇒（2005年：統合）新潟県立正徳館高等学校
- 栃尾町立栃尾実科高等女学校（1924年）⇒ 栃尾町立栃尾高等女学校（1943年）⇒《新制・統合》新潟県立栃尾実業高等学校 ⇒ 新潟県立栃尾高等学校（1949年）
- 白根町立白根実科高等女学校（1923年）⇒ 白根町立白根高等女学校（1943年）⇒（1947年廃校）
- 安塚村立安塚実科高等女学校（1924年）⇒ 安塚村立安塚高等女学校（1943年）⇒（1947年廃校）
- 六日町町立実科髙等女学校（1925年）⇒ 六日町町立六日町高等女学校（1944年）⇒《新制・統合》新潟県立六日町高等学校
- 両津町立両津高等女学校（1946年）⇒《新制》両津町加茂村組合立両津高等学校 ⇒ 新潟県立両津高等学校 ⇒ 新潟県立佐渡中等教育学校（2008年）
- 水原町立家政女学校 ⇒《新制・統合》新潟県立水原農業高等学校 ⇒ 新潟県立水原高等学校（1949年）⇒（2005年：統合）新潟県立阿賀野高等学校
- 亀田町立女子工芸学校（1918年）⇒ 亀田町立実科高等女学校 ⇒（1930年廃校）

### 私立
- 新潟女学校（1887年）⇒（1893年、閉校）
- 聖友女学校（1919年）⇒ 聖友高等女学校（1927年）⇒（1930年、閉校）
- 私立女子裁縫学校（1904年：中頸城郡高城村）⇒（1908年：高田町下寺区善行寺境内へ移転）⇒ 高田実科女学校 ⇒ 高田高等家政女学校（1927年）⇒《新制》高田家政高等学校 ⇒ 高田女子高等学校 ⇒（1982年：共学化）上越高等学校

## 実業学校

### 公立

#### 北蒲原
- 新潟県北蒲原郡立中条農学校（1910年）⇒新潟県立中条農学校（1922年）⇒《新制》新潟県立中条農業高等学校 ⇒ 新潟県立中条高等学校（1949年）
- 北蒲原郡立新発田農学校（1911年）⇒ 新潟県立新発田農学校 ⇒《新制》新潟県立新発田農業高等学校
- 北蒲原郡水原農学校（1911年）⇒ 新潟県立水原農学校 ⇒《新制》新潟県立水原農業高等学校 ⇒ 新潟県立水原高等学校 ⇒（2005年：統合） 新潟県立阿賀野高等学校
- 新発田町立新発田商業学校（1917年）⇒ 新潟県立新発田商業学校 ⇒（1944年：戦時非常措置）新潟県立新発田工業学校 ⇒《新制》新潟県立新発田商工高等学校 ⇒（1983年：分離）新潟県立新発田商業高等学校（商業科）、新潟県立新発田南高等学校（普通科、工業科）

#### 中蒲原・新潟
- 北越興商会付属新潟商業学校（1883年）⇒ 新潟区立商業学校 ⇒ 新潟市立商業学校 ⇒ 新潟県立新潟商業学校（1906年）⇒（1944年：戦時非常措置）新潟県立第二新潟工業学校 ⇒《新制》新潟県立新潟商業高等学校
- 新潟県立新潟工業学校（1939年）⇒《新制》新潟県立新潟工業高等学校
- 五泉農商補習学校（1921年）⇒ 五泉実業公民学校 ⇒ 五泉町五泉実業公民学校 ⇒ 新潟県五泉実業学校（1935年）⇒《新制》五泉実業高等学校 ⇒ 五泉市立五泉実業高等学校 ⇒（1963年：県立移管）新潟県立五泉商業高等学枚 ⇒ 新潟県立五泉高等学校（1975年）

#### 南蒲原
- 新潟県立農林学校（1903年）⇒ 新潟県立加茂農林学校（1906年）⇒《新制》新潟県立加茂農林高等学校
- 南蒲原郡三条商工学校（1911年）⇒ 新潟県立三条商工学校 ⇒（1944年：戦時非常措置）新潟県立三条工業学校 ⇒《新制》新潟県立三条実業高等学校 ⇒（1962年：定時制燕分校を新潟県立燕工業高等学校として開校）⇒（1963年：工業課程が分離独立、新潟県立三条工業高等学校として開校）⇒（2004年：新潟県立燕工業高等学校と新潟県立三条工業高等学校を統合）新潟県立新潟県央工業高等学校
- 南蒲原郡三条商工学校（1911年）⇒ 新潟県立三条商工学校 ⇒（1944年：戦時非常措置）新潟県立三条工業学校 ⇒《新制》新潟県立三条実業高等学校 ⇒（1963年：工業課程を分離）新潟県立三条商業高等学校

#### 西蒲原
- 高等農事講習所（1930年）⇒ 進新農堂 ⇒ 新潟県立巻農学校（1946年）⇒《新制》新潟県立巻農業高等学校 ⇒（2003年：統合）新潟県立巻総合高等学校

#### 東蒲原
- 東蒲原郡立実業補習学校（1902年）⇒ 東蒲原郡立農林学校 ⇒ 新潟県立津川農林学校 ⇒《新制》新潟県立津川農業高等学校 ⇒ 新潟県立津川高等学校 ⇒ 新潟県立阿賀黎明中学校・高等学校（2002年）⇒ 新潟県立阿賀黎明高等学校（2020年：連携型中高一貫教育に移行）

#### 古志
- 新潟県立工業学校（1903年：中蒲原郡村松町）⇒（1911年：長岡市へ移転）⇒ 新潟県立長岡工業学校（1940年）⇒《新制》新潟県立長岡工業高等学校
- 古志郡立上組農学校（1908年）⇒ 新潟県立上組農学校 ⇒《新制》新潟県立上組農業高等学校 ⇒ 新潟県立長岡農業高等学校（1954年）
- 古志郡立栃尾実業補習学校（1908年）⇒ 新潟県立栃尾農商学校（1922年）⇒ 新潟県立栃尾実業学校 ⇒《新制・統合》新潟県立栃尾実業高等学校 ⇒ 新潟県立栃尾高等学校（1949年）
- 長岡市立商業学校（1910年）⇒ 新潟県立長岡商業学校（1928年）⇒《新制》新潟県立長岡商業高等学校

#### 刈羽
- 刈羽郡立商業学校（1910年）⇒ 新潟県立柏崎商業学校 ⇒《新制》新潟県立柏崎商業高等学校 ⇒ (2002年：統合) 新潟県立柏崎総合高等学校
- 刈羽郡立農業学校（1911年）⇒ 新潟県立柏崎農学校 ⇒《新制》新潟県立柏崎農業高等学校 ⇒ (2002年：統合) 新潟県立柏崎総合高等学校
- 新潟県立柏崎工業学校（1939年）⇒《新制》新潟県立柏崎工業高等学校

#### 中頸城
- 中頸城郡立播種場（1896年）、養蚕伝習所（1897年）⇒（1899年：両校を合併）中頸城郡立高田農学校 ⇒ 新潟県立高田農学校（1907年）⇒《新制》新潟県立高田農業高等学校
- 中頸城郡立直江津農商学校（1910年）⇒ 新潟県立直江津農商学校（1922年）⇒ 新潟県立直江津農工学校（1944年）⇒《新制》新潟県立直江津実業高等学校 ⇒（1950年：統合）新潟県立直江津高等学校 ⇒（1965年：工業科分離）新潟県立直江津工業高等学校 ⇒（2003年：統合）新潟県立上越総合技術高等学校
- 中頸城郡立吉川農学校（1910年）⇒ 中頸城郡立吉川農林学校 ⇒ 新潟県立吉川農林学校 ⇒《新制》新潟県立吉川農業高等学校 ⇒ 新潟県立吉川高等学校 ⇒ (2006年：統合) 新潟県立久比岐高等学校
- 中頸城郡立新井農学校（1911年）⇒《新制・統合》新潟県立新井高等学校
- 新潟県高田市立商工学校（1916年）⇒ 新潟県立高田商工学校 ⇒（1944年：戦時非常措置）新潟県立高田工業学校 ⇒《新制・分離》新潟県立高田工業高等学校 ⇒（2003年：統合）新潟県立上越総合技術高等学校
- 新潟県高田市立商工学校（1916年）⇒ 新潟県立高田商工学校 ⇒（1944年：戦時非常措置）新潟県立高田工業学校 ⇒《新制・分離》新潟県立高田商業高等学校

#### 西頚城
- 能生町立能生水産補習学校（1899年）⇒ 西頸城郡立能生水産補習学校 ⇒ 西頸城郡立能生水産学校 ⇒ 新潟県立能生水産学校（1908年）⇒《新制》新潟県立能生水産高等学校 ⇒ 新潟県立海洋高等学校（1993年）

#### 佐渡
- 佐渡郡新穂村畑野村組合立佐渡農学校（1901年）⇒ 佐渡郡立佐渡農学校 ⇒ 新潟県立佐渡農学校 ⇒《新制》新潟県立佐渡農業高等学校 ⇒（2001年：統合）新潟県立佐渡総合高等学校
- 羽茂専修農学校（1935年）⇒ 新潟県羽茂農学校 ⇒《新制》新潟県立羽茂農業高等学校 ⇒ 新潟県立羽茂高等学校（1949年）

## その他
- 新発田町青年普通学校
- 新潟夜間中学講習会 ⇒ 新潟夜間中学会・私立新潟夜間中学 ⇒ 私立新潟夜間中等学校 ⇒ 新潟夜間中等学校 ⇒ 新潟夜間中学 ⇒ 新潟明訓中学校夜間部 ⇒ 新潟明訓高等学校
- 朝学会・朝学校・加茂朝学校 ⇒ 加茂朝中学校 ⇒ 加茂高等学校 ⇒ 加茂暁星高等学校
- 私立長岡夜間中等学校